# Corps et âmes

Corps et âmes est un téléfilm français réalisé par Laurent Carcélès et diffusé en 2003.
Pour plus de détails, voir Fiche technique et Distribution.

## Synopsis
Lisa, une jeune hôtesse de l'air, vient de se marier avec Gilles Weber. Durant son travail, lors d'une escale à La Rochelle, passant devant la boutique d'un photographe, elle découvre un cliché exposé en vitrine représentant un couple de mariés dont l'époux ressemble trait pour trait à celui de son mari. Le commerçant ne pouvant lui donner plus de détails, Lisa intriguée, même son enquête. Elle finit par découvrir que Gilles s'appelle en réalité Philippe et qu'il est recherché depuis cinq ans par la police qui le suspecte d'être le meurtrier de sa première épouse…

## Fiche technique
- Réalisation : Laurent Carcélès
- genre : Thriller
- Date de diffusion : 20 août 2003 sur M6
- Durée : 90 minutes.

## Distribution
- Hélène de Fougerolles : Lisa Weber
- Jean-Marie Lamour : Gilles Weber
- Jean-Yves Berteloot : Legris
- Karine Lazard : Madeline Muller
- Serge Larivière : Karen
- Lucia Muresan : Madame Faussait
- Monalisa Basarab : Séverine Faussait
- Mircea Rusu : Daniel